# Senado (Espanha)
O Senado de Espanha (castelhano: Senado de España) é a Câmara Alta das Cortes Gerais, órgão constitucional que representa o povo espanhol.

## Antecedentes
O Senado tem o seu antecedente mais remoto no Estatuto Real de 1834, outorgado pela rainha Maria Cristina, regente durante a menoridade de Isabel II, e que estabeleceu pela primeira vez na Espanha a configuração bicameral das Cortes, ao dividi-las em dois Estamentos: o de Próceres do Reino e o de Procuradores do Reino.
O Estamento dos Próceres do Reino tinha uma composição mista, com membros natos tais como os filhos do rei e os Grandes de Espanha e membros de nomeação real, limitado a indivíduos de classe, pelo qual ficava uma Câmara cuja natureza correspondia essencialmente à representação dos nobres e à hierarquia eclesiástica nas Cortes do Antigo Regime.
A Constituição de 1837, aprovada como consequência de uma amotinação (Motim da Granja de São Ildefonso) que forçou a rainha regente a sancioná-la, recolheu pela primeira vez a denominação de «Senado» para a Câmara Alta das Cortes Gerais. O seu primeiro Presidente foi Jose María Moscoso de Altamira Quiroga, Conde de Fontao.
Nas sucessivas constituições espanholas, de 1845, 1856, 1869 e 1876, o Senado figurou como Câmara Colegisladora, em pé de igualdade com o Congresso dos Deputados, salvo, em alguns casos, em matéria de forças armadas e de contribuições e crédito público, e para além disso teve em determinadas ocasiões reservada a faculdade de julgar os membros do Governo acusados pela Câmara Baixa.
Durante a Segunda República Espanhola ficou suprimido o Senado, decisão adotada na sessão de 27 de outubro de 1931 por 150 votos contra 100. Após perder a votação, Angel Ossorio y Gallardo acusou os deputados conservadores e agrários, que se retiraram do Parlamento, de não o ter apoiado para impedir o triunfo do unicameralismo como preconizavam os socialistas.

## Posição constitucional

### Natureza da Câmara

#### Composição

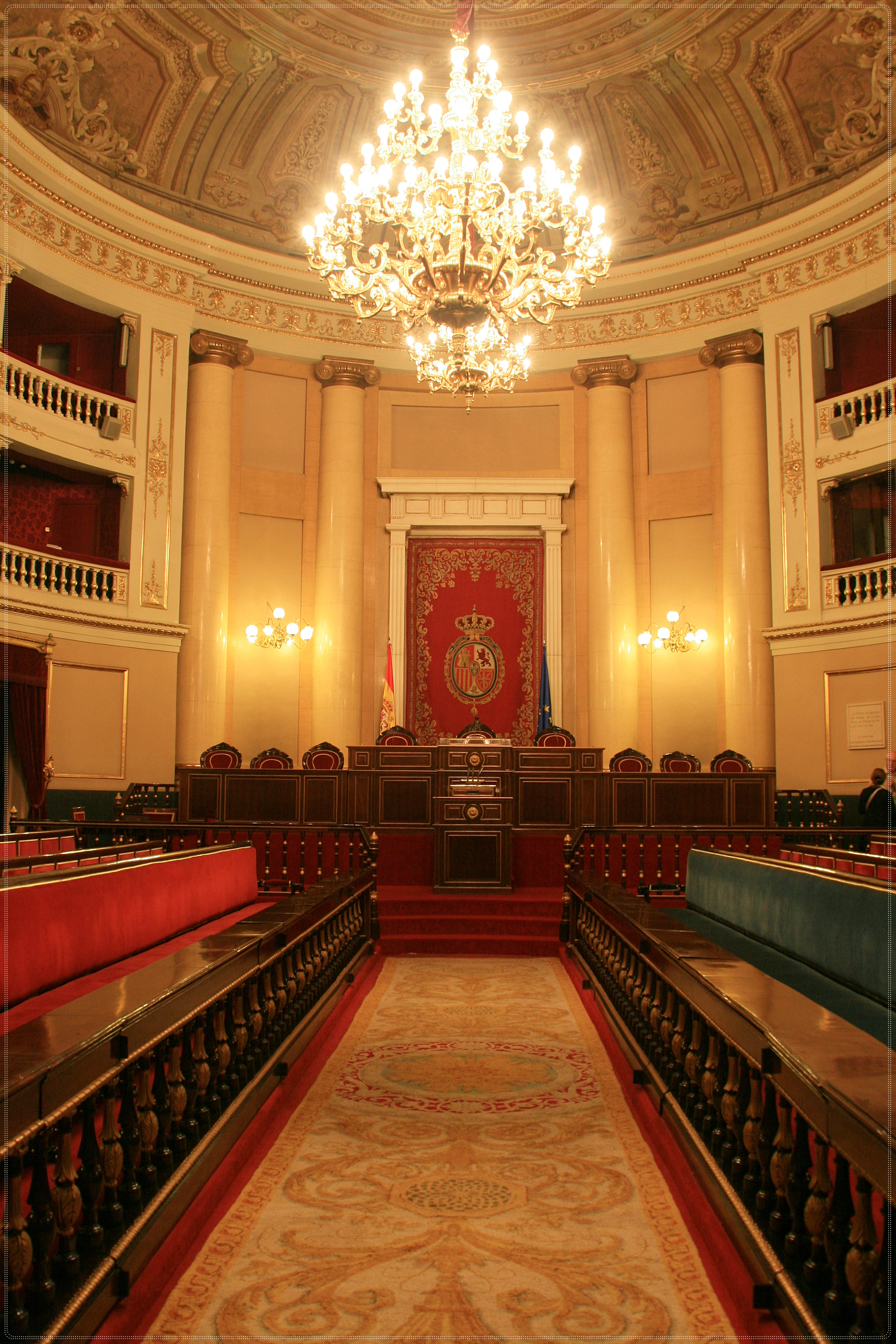
Salão de plenos oficial.

O Senado compõe-se de um número variável de senadores, eleitos por um sistema misto:
- Os senadores de escolha direta são eleitos por sufrágio universal, livre, igual, direto e secreto seguindo o escrutínio maioritário plurinominal à razão de 4 senadores por cada província peninsular, três por cada uma das ilhas maiores, ou seja Grã Canária, Maiorca e Tenerife, um por cada uma das ilhas ou agrupamentos de ilhas seguintes: Ibiza—Formentera, Minorca, Fuerteventura, La Gomera, El Hierro, Lançarote (incluindo a ilha de La Graciosa) e La Palma, e dois senadores por cada uma das cidades autónomas de Ceuta e Melilha.
- Os senadores designados pelas comunidades autônomas são eleitos pela assembleia legislativa de cada uma à razão de um senador inicial e outro adicional por cada milhão de habitantes do seu respectivo território.

A escolha dos senadores deste último grupo verifica-se de acordo com um critério de representação maioritária atenuada, que premeia os partidos e coligações mais votadas.

#### Mandato
O mandato dos senadores termina quatro anos depois da sua escolha ou no dia da dissolução da Câmara, que pode ocorrer conjunta ou separadamente da dissolução do Congresso dos Deputados; o direito de dissolução pertence ao rei, que o exerce a pedido do Presidente do Governo e sob a exclusiva responsabilidade deste.
Para além disso, o mandato dos senadores eleitos pelas comunidades autónomas pode estar vinculado pelos respectivos estatutos de autonomia à condição de deputado autonómico ou ficar renovado para o resto do seu período natural após ter sido dissolvido o Senado, o que se verifica mediante a expedição de uma nova credencial para esse mesmo senador.

### Caráter
O regime de eleição dos senadores faz do Senado uma câmara de representação territorial, embora na atualidade se debata a ideia de reformar a Constituição a fim de reafirmar este caráter; possíveis soluções seriam a eliminação das circunscrições provinciais, a atribuição aos órgãos das comunidades autónomas da eleição da totalidade dos senadores ou a união da condição de senador à de membro do Governo autonómico respectivo.
A natureza territorial do Senado reflete-se no método de escolha dos seus integrantes, na organização interna da câmara e nas funções que tem atribuídas, especialmente a iniciativa da consideração da necessidade de que o Estado harmonize leis autonómicas ou a potestade exclusiva de autorizar ao Governo a intervir nas comunidades autónomas.

### Órgãos do Senado
Na autonomia que a Constituição reconhece ao Senado, a câmara rege-se pelo regulamento estabelecido por ela própria e refundido pelo seu Mesa em 1994 e que configura uma série de órgãos de governo para exercer as competências pertencentes.
Estes órgãos são, principalmente:

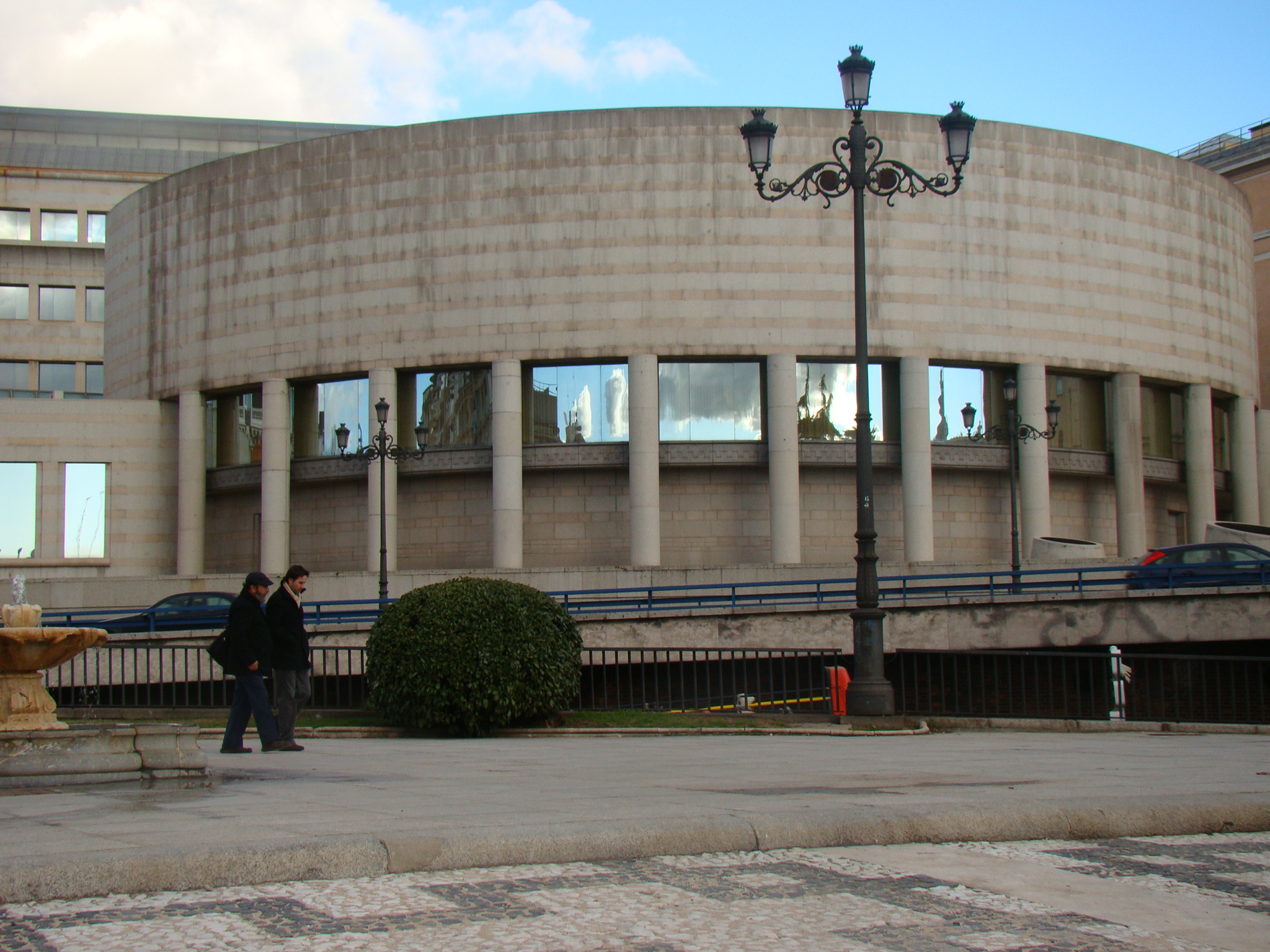
Edifício novo do Senado.

- O presidente, que ostenta a representação da Câmara e que é eleito pelo pleno para a totalidade da legislatura. Preside todos os demais órgãos colegiados do Senado.
- A Mesa do Senado, integrada pelo presidente, dois vice-presidentes e quatro secretários eleitos pelo pleno em função da importância numérica dos diversos grupos parlamentares, cuja função primordial é reger e ordenar o trabalho de todo o Senado, sendo o órgão de governo interno.
- A Junta de Porta-vozes, integrada pelo Presidente e o porta-voz de cada um dos grupos parlamentares, mais um membro do governo e outro da Mesa do Senado, e o pessoal técnico necessário. A sua função primordial é fixar a ordem do dia das sessões do pleno.
- As comissões, compostas por um número proporcional de senadores em função da importância numérica dos diversos grupos parlamentares, e que podem ser de dois tipos: permanentes e não permanentes; no caso das comisiones permanentes, o Pleno do Senado pode conferir-lhes competência legislativa plena em relação a um assunto, com a qual poderão aprovar ou recusar definitivamente o projeto de lei em questão; no caso das comisiones no permanentes são aquelas criadas com um propósito específico e cuja temática e duração estão fixadas de antemão pelo pleno do Senado.
- A Deputação Permanente, composta por um número proporcional de senadores em função da importância numérica dos diversos grupos parlamentares e que é o órgão que vela pelos poderes da câmara entre períodos de sessões ou que o seu mandato terminou por expiração ou dissolução.
- Os grupos parlamentares, compostos por um mínimo de dez senadores e destinados a coordenar a atividade parlamentar dos seus membros. Cada partido ou coligação só pode criar um único grupo, que em todo o caso estará representado por um porta-voz e adotará uma denominação que seja conforme com a que os seus membros concorreram nas eleições.[2]
- Os grupos territoriais constituem-se dentro dos grupos parlamentares que representem mais do que uma comunidade autónoma, e agrupam um mínimo de três senadores eleitos pelas províncias de uma mesma autonomia, assim como os eleitos pela assembleia da dita comunidade autónoma.[3]

### Funções da câmara
O Senado tem atribuído pela Constituição o exercício de umas funções determinadas, que podem ter um caráter concorrente, subordinado ou exclusivo:
- Exerce em concorrência com o Congresso dos Deputados a representação do povo espanhol, a potestade legislativa, a função orçamentária e o controle da ação do governo.
- Exerce com caráter subordinado a potestade legislativa, podendo tomar em consideração proposições de lei e remetê-las ao Congresso dos Deputados ou emendar ou vetar os projetos e proposições procedentes deste, que pode sempre recusar as emendas ou vetos por maioria absoluta após o seu reenvio pelo Senado ou por maioria simples dois meses depois do dito reenvio.
- Exerce com exclusividade as funções de proposta ao rei da nomeação de quatro magistrados do Tribunal Constitucional e de proposta ao rei da nomeação de seis vogais do Conselho Geral do Poder Judicial, bem como a potestade de autorizar o governo a intervir nas comunidades autónomas.

#### Função política

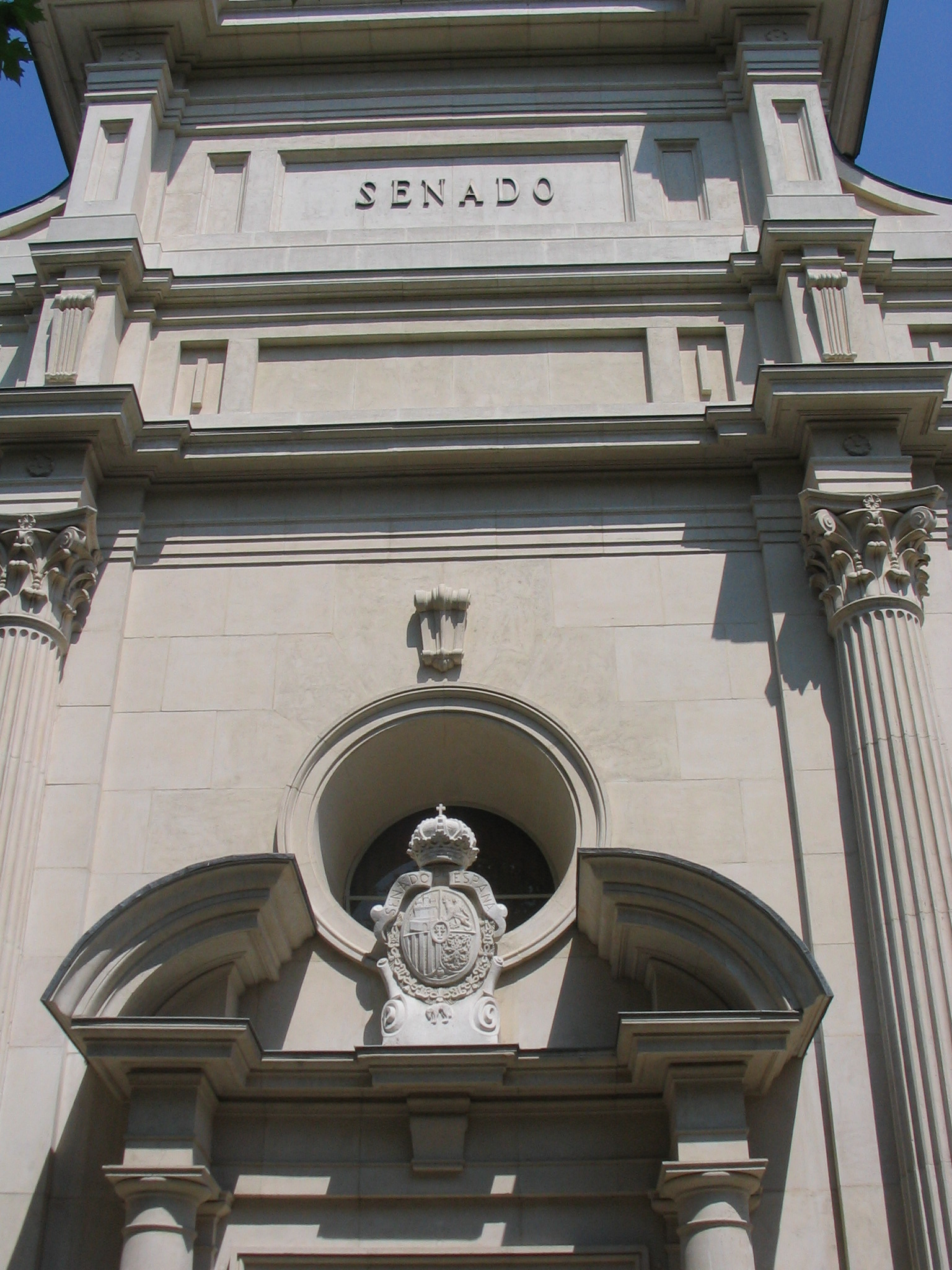
Fachada.

O Senado controla a ação do governo mediante interpelações e perguntas, que qualquer dos seus membros pode expor ao governo e que podem dar origem a uma moção em que a câmara manifeste a sua posição.
Em qualquer caso a sua função de controle político está subordinada ao Congresso dos Deputados, único ente em que o governo responde da sua gestão.

#### Função legislativa
O Senado tem a iniciativa legislativa, com o Congresso dos Deputados e com o governo.
O Senado tramita projetos de lei, isto é, iniciativas remetidas pelo governo ao Congresso dos Deputados e já aprovadas por este, e proposições de lei, ou seja,  iniciativas remetidas pelo Congresso de Deputados e/ou originadas no próprio Senado. Em todos os casos pode introduzir emendas nos respectivos textos e/ou propor o seu veto, neste último caso o texto deverá voltar para o Congresso dos Deputados.

#### Função de integração territorial
A Constituição reconhece ao Senado um papel proeminente na consideração da necessidade de que o Estado harmonize disposições gerais das comunidades autónomas e na autorização dos convénios de cooperação entre comunidades autónomas; em caso de desacordo o Congresso dos Deputados tem a última palavra, podendo impor o seu critério pelo voto da maioria absoluta dos seus membros.
Unicamente num caso o Senado tem uma potestade plena e exclusiva, sem possibilidade de intervenção alguma do Congresso dos Deputados: quando uma comunidade autónoma não cumpri-se as obrigações que a Constituição ou outras leis imponham ou atue gravemente contra o interesse geral de Espanha, o Governo pode requerer ao seu presidente para que cesse em tal atitude e se o dito requerimento não for atendido, pode solicitar a autorização do Senado para impor as medidas necessárias a fim de assegurar o cumprimento das mencionadas obrigações ou proteger e interesse geral de Espanha.
A autorização do Senado tem de ser aprovada por maioria absoluta do mesmo e pode incluir condições e limitações e, além disso, faculta automaticamente o governo para dar instruções obrigatórias a todas as autoridades de todas as comunidades autónomas. Na prática, é uma suspensão da autonomia por causas excepcionais e da qual nunca se fez uso.

## Composição na XI Legislatura

### Resultado das eleições
PRC

| Candidatura | Candidatura | Candidatura                                 | Componentes                           | Eleitos     | Eleitos     | Eleitos     | Designados                         | Designados     | Total |
| sinmarco |             | Partido Socialista Operário Espanhol (PSOE) | PSOE PSdeG-PSOE PSC PSE-EE-PSOE       | 113 5 3 2   | 123         | 80          | 14 0 1                             | 15             | 138   |
| sinmarco |             | Partido Popular (PP)                        | PP                                    | 55          | 55          | 75          | 14                                 | 14             | 69    |
| sinmarco |             | Cidadãos (C's)                              | C's                                   | 5           | 5           | 5           | 8                                  | 8              | 13    |
| |             | Esquerda Republicana-Sobiranistes (ERC-S)   | ERC                                   | 10          | 10          | Estável     | 2                                  | 2              | 13    |
| |             | Partido Nacionalista Basco (EAJ-PNV)        | EAJ-PNV                               | 8           | 8           | 3           | 1                                  | 1              | 9     |
| |             | Juntos pela Catalunha (JxCat)               | JxCat                                 | 2           | 2           | Estável     | 2                                  | 2              | 4     |
| |             | Navarra Soma (NA+)                          | UPN PP Navarra C's                    | 1 1         | 3           | Estável     | 0                                  | 0              | 3     |
| |             | Unidas Podemos (Podemos-IU-Equo)            | Unidas Podemos                        | 0           | 0           | 8           | CeC-Podem: 1 Adelante Andaluzia: 1 | 2              | 2     |
| |             | EH Bildu                                    | EH Bildu                              | 1           | 1           | 1           | 1                                  | 1              | 2     |
| |             | Coligação Canária (CC-PNC)                  | CC-Partido Nacionalista Canario (PNC) | 0           | 0           | Estável     | 1                                  | 1              | 1     |
| sinmarco |             | Agrupamento Socialista Gomera (ASG)         | Agrupamento Socialista Gomera (ASG)   | 1           | 1           | Estável     | 0                                  | 0              | 1     |
| |             | Mais Madrid (MM)                            | Mais Madrid                           | 0           | 0           | Novo        | 1                                  | 1              | 1     |
| |             | Compromís                                   | Compromís                             | 0           | 0           | Estável     | 1                                  | 1              | 1     |
| |             | Em Maré                                     | Em Maré                               | 0           | 0           | Novo        | 1                                  | 1              | 1     |
| |             | Mais por Maiorca (MÉS)                      | MÉS                                   | 0           | 0           | Novo        | 1                                  | 1              | 1     |
| |             | Partido Aragonês (PAR)                      | PAR                                   | 0           | 0           | Novo        | 1                                  | 1              | 1     |
| |             | Partido Regionalista de Cantábria           | PRC                                   | 0           | 0           | Novo        | 1                                  | 1              | 1     |
| sinmarco |             | Vox                                         | Vox                                   | 0           | 0           | Novo        | 1                                  | 1              | 1     |
| |             | TOTAL                                       | 208 eleitos                           | 208 eleitos | 208 eleitos | 208 eleitos | 53 designados+                     | 53 designados+ | 261*  |
| Faltam 4 para os 265 senadores, que serão completados após a constituição dos Parlamentos autonômicos e designações destes. |             |                                             |                                       |             |             |             |                                    |                |       |

### Mesa do Senado
| Cargo                    | Titular                          | Lista   |
| Presidenta               | María Pilar Llop Cuenca          | PSOE    |
| Primeira Vice-presidenta | Cristina Narbona Ruiz            | PSOE    |
| Segundo Vice-presidente  | Pío Garcia-Escudero              | PP      |
| Primeiro Secretário      | Francisco Manuel Fajardo Palarea | PSOE    |
| Segundo Secretário       | Imanol Landa Jáuregui            | EAJ-PNV |
| Terceiro Secretário      | Rafael Hernando Fraile           | PP      |
| Quarta Secretária        | Cristina Ayala Santamaría        | PP      |

### Grupos parlamentares
| Grupo parlamentário                                    | Grupo parlamentário                   | Partidos                                                                                         | Porta-voz                                                                                                  | Senadores |
|                                                        | Socialista                            | PSOE: 104 PSdeG-PSOE: 3 PSC: 3 PSE-EE-PSOE: 3                                                    | Ander Gil                                                                                                  | 113       |
|                                                        | Popular no Senado                     | PP: 97                                                                                           | Javier Maroto                                                                                              | 97        |
|                                                        | Esquerda Republicana - EH Bildu       | ERC: 13 EH Bildu: 2                                                                              | Mirella Cortès                                                                                             | 15        |
|                                                        | Vasco no Senado (EAJ-PNV)             | EAJ-PNV: 10                                                                                      | Jokin Bildarratz                                                                                           | 10        |
|                                                        | Cidadãos                              | C's: 9                                                                                           | Lorena Roldán                                                                                              | 9         |
|                                                        | Coligação de Esquerda                 | Adiante Andaluzia: 1 Compromís: 1 Geroa Bai: 1 MÉS: 1 CeC-Podem: 1 Mais Madri:1                  | Koldo Martínez                                                                                             | 6         |
|                                                        | Nacionalista no Senado JxCat - CC/PNC | JxCat: 5 CC: 1                                                                                   | Josep Lluís Cleries                                                                                        | 6         |
|                                                        | Misto                                 | Teruel Existe: 2 Agrupamento Socialista Gomera: 1 PRC: 1 Partido Aragonês (PAR): 1 UPN: 1 Vox: 3 | Joaquín Egea Fabián Chinea Correa José Miguel Fernández Clemente Sánchez-Garnica Alberto Catalán Juan Ross | 9         |
|                                                        | Total                                 |                                                                                                  | | 264       |
| Falta 1 senador de designação autonômica da Catalunha. |                                       |                                                                                                  | |           |

## Críticas e petições de reforma
Muitos políticos, analistas políticos e académicos veem no Senado uma câmara que não exerce na prática uma função útil, já que para quase todas as suas funções o Congresso é quem acaba decidindo. E as poucas funções exclusivas não foram usadas. Existem numerosas chamadas para reformar o Senado para que seja um órgão que dê relevância às regiões, outras para eliminar-lo. Qualquer reforma necessitaria de uma alteração da Constituição.
O orçamento anual do Senado em 2015, foi de 51 milhões de euros, dos quais 41% são gastos de pessoal, outro 41% em gastos e serviços e correntes e finalmente 14% são transferências correntes (basicamente para instituições e fundações sem ânimo de lucro).